# Fines
Fines és una localitat de la província d'Almeria, Andalusia. L'any 2005 tenia 2.032 habitants. La seva extensió superficial és de 236 km² i té una densitat de 88,3 hab/km². Les seves coordenades geogràfiques són 37° 21′ N, 2° 15′ O. Està situada a una altitud de 456 metres i a 101 quilòmetres de la capital de la província, Almeria.

## Demografia
| 1996  | 1998  | 1999  | 2000  | 2001  | 2002  | 2003  | 2004  | 2005  | 2006  |
| ----- | ----- | ----- | ----- | ----- | ----- | ----- | ----- | ----- | ----- |
| 1.746 | 1.716 | 2.594 | 2.537 | 1.783 | 1.818 | 1.903 | 1.930 | 2.032 | 2.106 |